# Sorry (Naya Rivera)
Sorry è il singolo di debutto della cantante e attrice statunitense Naya Rivera in collaborazione con il rapper Big Sean, pubblicato il 17 settembre 2013 dalla Columbia Records.

## Descrizione
Prima del singolo, la carriera musicale di Naya Rivera era basata sulla registrazione delle colonne sonore per la serie televisiva Glee nella quale era tra i protagonisti. In un'intervista con Billboard, Naya Rivera ha annunciato: "Ho scritto questa canzone all'inizio dell'estate insieme ad altre canzoni... e questa canzone sembra proprio essere una canzone perfetta per la fine dell'estate."

## Video musicale
Il 17 settembre è stato rilasciato un video lyric. Naya Rivera ha affermato che il video è ispirato a Blurred Lines di Robin Thicke.

## Successo commerciale
Sorry ha riscontrato uno scarso successo commerciale e recensioni basse da parte della critica. Contemporaneamente, Naya Rivera stava lavorando al suo album di debutto con la Columbia ma, l'etichetta decise di disdire il contratto della Rivera non rilasciando più sua musica.